# Jajo anizolecytalne
Jajo anizolecytalne – komórka jajowa charakteryzująca się nierównomiernym rozmieszczeniem żółtka w cytoplazmie, np. na jednym biegunie wegetatywnym (jajo telolecytalne) lub w części centralnej (jajo centrolecytalne).